# Пентасамарийтетрагерманий
Пентасама̀рийтетрагерма́ний — бинарное неорганическое соединение, интерметаллид
самария и германия
с формулой Ge4Sm5,
кристаллы.

## Получение
- Сплавление стехиометрических количеств чистых веществ:

{\displaystyle {\mathsf {5Sm+4Ge\ {\xrightarrow {1500^{o}C}}\ Ge_{4}Sm_{5}}}}

## Физические свойства
Пентасамарийтетрагерманий образует кристаллы 
тетрагональной сингонии, пространственная группа P nma, параметры ячейки a = 0,775 нм, b = 1,494 нм, c = 0,785 нм, Z = 4
.
Соединение образуется по перитектической реакции при температуре 1500 °C
.